# Raymond Daveluy
Joseph Eugène Raymond-Marie Daveluy (* 23. Dezember 1926 in Victoriaville, Québec; † 1. September 2016 in Montreal) war ein kanadischer Organist, Komponist und Musikpädagoge.

## Leben und Wirken
Daveluy hatte den ersten Musikunterricht bei seinem Vater, dem Organisten Lucien Daveluy. Er studierte dann von 1939 bis 1946 Musiktheorie bei Gabriel Cusson und von 1942 bis 1948 Orgel bei Conrad Letendre in Montreal. 1948 gewann er den Prix d’Europe und setzte seine Ausbildung bei Hugh Giles in New York fort.
In Montreal wirkte er als Organist an der St-Jean-Baptiste Church (1946–51), der Immaculée-Conception Church (bis 1954) und der St-Sixte Church (bis 1959). Von 1957 bis 1960 und von 1978 bis 1988 unterrichtete er am Konservatorium von Montreal, dessen Direktor er von 1974 bis 1978 war. Zwischen leitete er in den Jahren 1970 und 1974 das Konservatorium von Troi Rivière. Ab 1966 gab er zudem Orgelkurse an der McGill University. Zu seinen Schülern zählten u. a. Pierre-Yves Asselin, Paul Crawford, Mireille Lagacé, Lucienne L’Heureux-Arel, David Macdonald und Rachel Laurin.
1946 begann Daveluy seine Laufbahn als Konzertorganist. Er trat in Kanada, den USA und Europa auf und spielte auch Werke zeitgenössischer kanadischer Komponisten wie Arthur Letondal, Amédée Tremblay und Conrad Letendre. 1959 war er Preisträger eines Improvisationswettbewerbes im niederländischen Haarlem. Er nahm an verschiedenen Festivals in Österreich, Belgien, England, Frankreich und Deutschland teil, trat in der Londoner Royal Festival Hall und der Notre Dame de Paris, beim Treffen der American Guild of Organists (1977) und dem Internationalen Organistenkongress in Cambridge (1987) auf und gab Konzerte in Tokio und Seoul.
Als Komponist trat Daveluy mit einem Orgelkonzert, einer Anzahl von Orgelsonaten und anderen Werken für das Instrument, Kammermusik (u. a. Sonate für Trompete und Orgel) sowie Chorwerken (darunter zwei Messen) hervor. 1980 wurde er als Mitglied des Order of Canada geehrt. Daveluy war der Bruder der Sängerin Marie Daveluy und mit der Pianistin Hilda Metcalfe verheiratet.